# پترا شرزینگ
پترا شرزینگ (آلمانی: Petra Schersing؛ زادهٔ ۱۸ ژوئیهٔ ۱۹۶۵) دونده سرعت زن اهل آلمان بود.